# Israel medical association
Israel medical association (IMA) talvolta chiamata Israeli medical association è un'associazione professionale di medici ad Israele.

## Storia
Le sue origini risalgono al The hebrew medicinal society for Jaffa and the Jaffa district, fondata nel 1912, in seguito diventata Hebrew medical association in the land of Israel (HMA).

## Riviste pubblicate
Pubblica due riviste, la Harefuah in ebraico con estratti in inglese, pubblicato mensilmente dal 1920, e la Israel medical association journal (IMAJ).

## Riferimenti
- Israel medical association - Storia Ricavato 22 maggio, 2006
- Israel medical association[collegamento interrotto] Ricavato 20 maggio, 2006